# 青梅駅
青梅駅（おうめえき）は、東京都青梅市本町にある、東日本旅客鉄道（JR東日本）青梅線の駅である。駅番号はJC 62。八王子支社管轄の駅。
青梅線は当駅で運行系統が分割されており、定期列車において立川方面と奥多摩方面は乗り換えを要する。

## 歴史
- 1894年（明治27年）11月19日：青梅鉄道（後の青梅電気鉄道）立川駅 - 当駅間開通と同時に、旅客および貨物の取扱を開始[1][4]。
- 1924年（大正13年）11月30日：開業30周年に伴い駅舎改築。
- 1944年（昭和19年）4月1日：国有化により、運輸通信省（後に日本国有鉄道）青梅線の駅となる[1]。
- 1962年（昭和37年）5月16日：貨物の取り扱いを廃止[4]。
- 1980年（昭和56年）11月14日：青梅駅発着のお召し列車が運行される（昭和天皇が青梅鉄道公園、永山公園に行幸）[5]。
- 1982年（昭和57年）11月15日：10両編成への対応のため、ホームを延長。
- 1984年（昭和59年）2月1日：荷物扱い廃止[4]。
- 1987年（昭和62年）4月1日：国鉄分割民営化に伴い、東日本旅客鉄道（JR東日本）の駅となる[1][4]。
- 1995年（平成7年）12月1日：自動改札機を設置し、供用開始[6]。
- 2001年（平成13年）11月18日：立川方面においてICカード「Suica」の利用が可能となる[報道 3]。
- 2002年（平成14年）2月8日：奥多摩方面においてICカード「Suica」の利用が可能となる[報道 4]。
- 2005年（平成17年）
  - 3月2日：地下道などに昭和時代風の装飾が行われ、「レトロステーション」青梅駅としてオープン[報道 5]。
  - 3月29日：発車メロディを「ひみつのアッコちゃん」のテーマソングに変更する[報道 6]。
- 2017年（平成29年）2月14日：東京圏輸送管理システム（ATOS）を導入。
- 2020年（令和2年）3月31日：青梅赤塚不二夫会館の閉館に伴い、発車メロディを変更[報道 7]。
- 2022年（令和4年）
  - 7月31日：みどりの窓口の営業を終了[2][7]。
  - 8月1日：話せる指定席券売機を導入[2][7]。
- 2023年（令和5年）3月18日：3・4番線の供用を開始[報道 2][報道 8]。

## 駅構造
島式ホーム2面3線を有する地上駅。駅舎とホームはエレベーターを併設した地下通路で連絡している。駅舎は地上3階・地下1階建てで、1924年に青梅鉄道（のちに青梅電気鉄道に改称）の本社として建てられたものである。かつてのホーム形態は1面2線であり、立川・拝島と御嶽・奥多摩を結ぶ旅客が当駅でそれぞれ向かい側の電車に乗り換えることができた。
拝島営業統括センターが管理する直営駅で、自動改札機、自動券売機、自動精算機、話せる指定席券売機を設置している。管理駅として小作駅 - 奥多摩駅を管理下に置いている。
かつては地下街が存在していた。
昭和の町として市を挙げて当駅周辺を昭和レトロ化している中、2005年3月2日に「レトロステーション」青梅駅としてオープンし、駅名標などの案内サインやホームと駅舎を結ぶ地下道に昭和風の装飾がされた。待合室も、既存のプレハブに木材を貼り、木造建築物を模したものに改装されている。
かつてここに車両基地（青梅電車区）があった名残りとして、構内には側線が多数あり、車両の留置や夜間滞泊に使われている（一部は宮ノ平駅側線へ回送される場合がある）。

### のりば
| 番線 | 路線   | 方向 | 行先       |
| ---- | ------ | ---- | ---------- |
| 1・2 | 青梅線 | 下り | 奥多摩方面 |
| 1・2 | 青梅線 | 上り | 立川方面   |
| 3    | 青梅線 | 下り | 奥多摩方面 |
| 4    | 青梅線 | 上り | 立川方面   |

- 2・3番線は1本の線路を共有しているが、3番線側は東京方に柵が設置されており、両側のホームで客扱い可能なのは6両編成以下の列車のみである。
- 4番線は奥多摩方が行き止まりとなっており、立川方面行き列車のみ発着可能である。

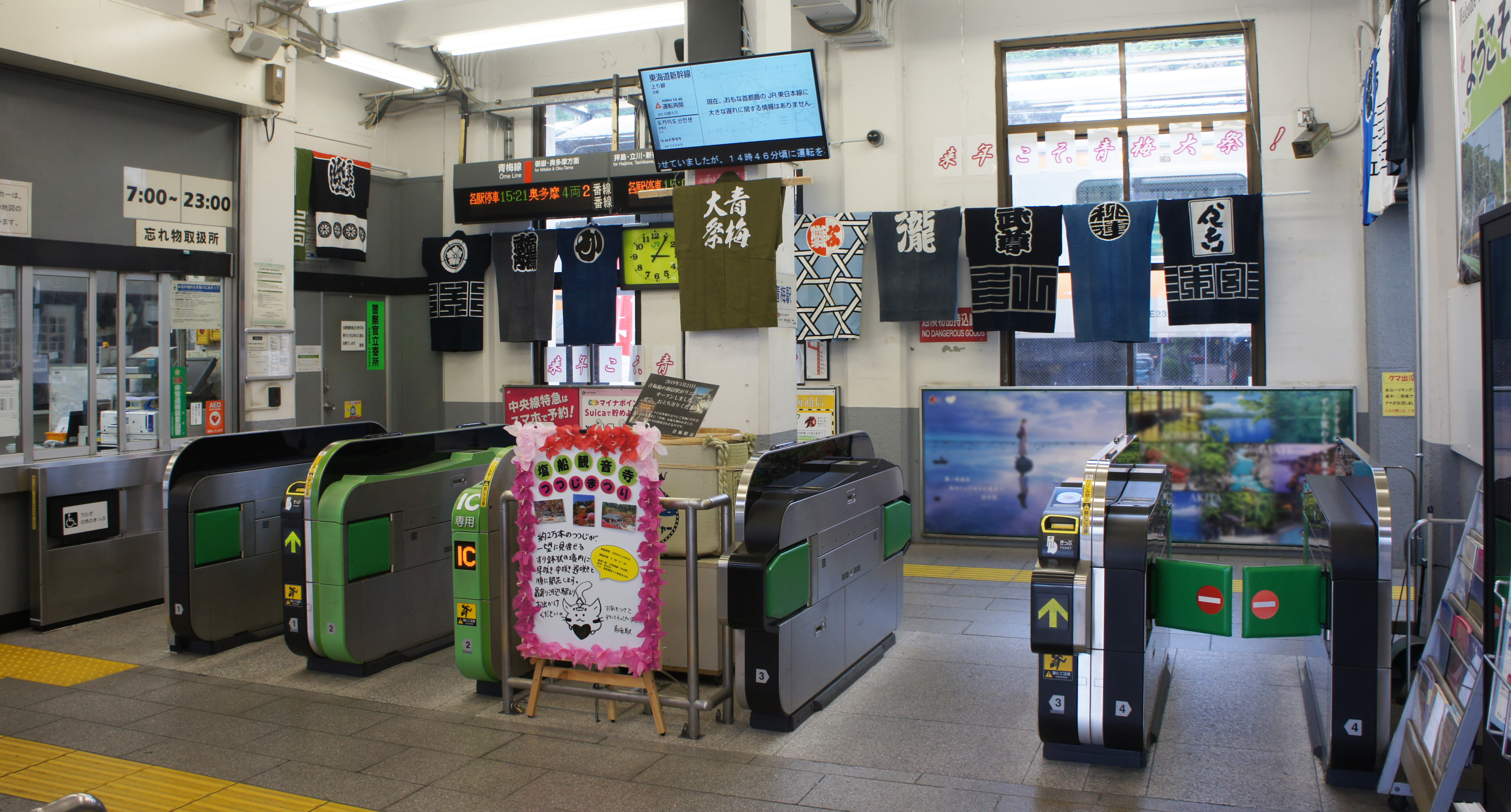
改札口（2021年4月）
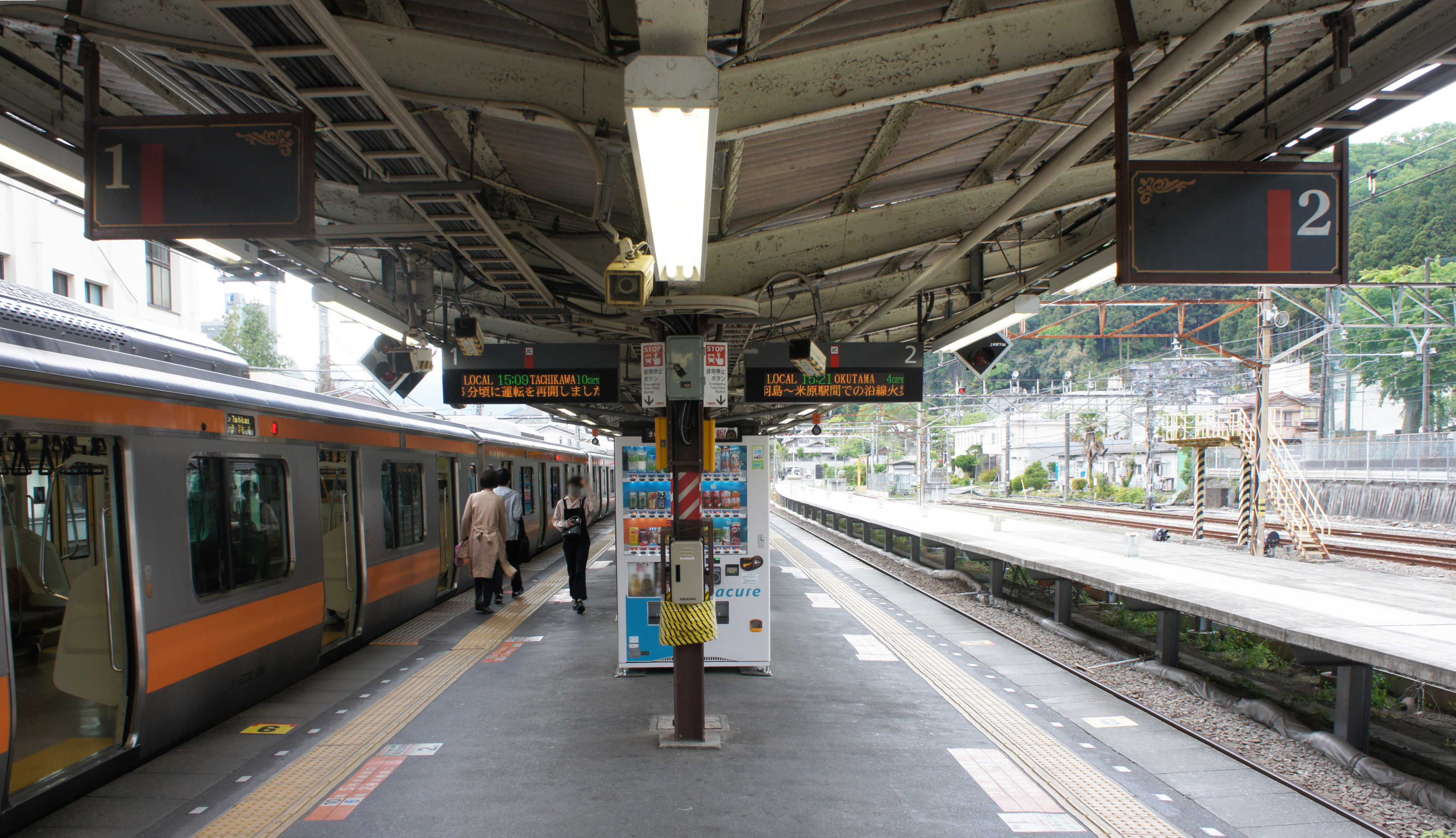
ホーム（2021年4月）

### 発車メロディ
近隣に昭和レトロ商品博物館、青梅赤塚不二夫会館（現在は閉館）があったことに因み、「レトロステーション」青梅駅の一環で、2005年3月29日から発車メロディに「ひみつのアッコちゃん」のテーマソングが使用されていた。メロディの制作はサウンドフォーラムで、編曲は牧野奈津子が手掛けた。また2006年5月9日からは1番線と区別を付けるため、2番線のメロディが木琴調のアレンジに変更となった。2010年3月には1番線と2番線のメロディが入れ替わったが、2016年10月に元に戻っている。2020年3月31日から、青梅赤塚不二夫会館の閉館に伴い、別の発車メロディーに変更されている。

### ホーム新設工事とグリーン車導入
2014年8月22日に八王子支社よりホーム新設工事を行うことが発表された。北側に1面増え2面3線になる予定。新設されるホームは現在の2番線に面し、2番線は既存ホームと挟まれる格好となる。現状でも立川方面と奥多摩方面の乗り換えは平面乗り換えが出来るが、この工事により線路容量を増やしつつ平面乗り換えの利便性を維持できるという。
当初2017年春の完成を予定していたが、2015年にJR中央線と青梅線立川 - 青梅駅間に2020年度の目標で2階建グリーン車2両を増結し12両編成運転を行うプレスリリースが発表され、これら2つの工事を円滑に進めるため2019年秋完成予定に変更した。
その後、中央線・青梅線のグリーン車の導入については、地上設備の工事に時間を要することが判明したため「数年程度」延期された。
2018年4月、グリーン車導入が2023年度末と決まり、青梅駅ホーム新設工事を2022年度完成に向け再開した。2023年3月18日のダイヤ改正より、新設ホーム（3・4番線）の供用を開始、以後は2面3線構造（2・3番線は1つの線路を共有）となり、4番線は当駅折り返し電車の専用ホームとなった。2024年10月13日より快速電車・青梅線における12両編成の運転が一部列車で開始された。

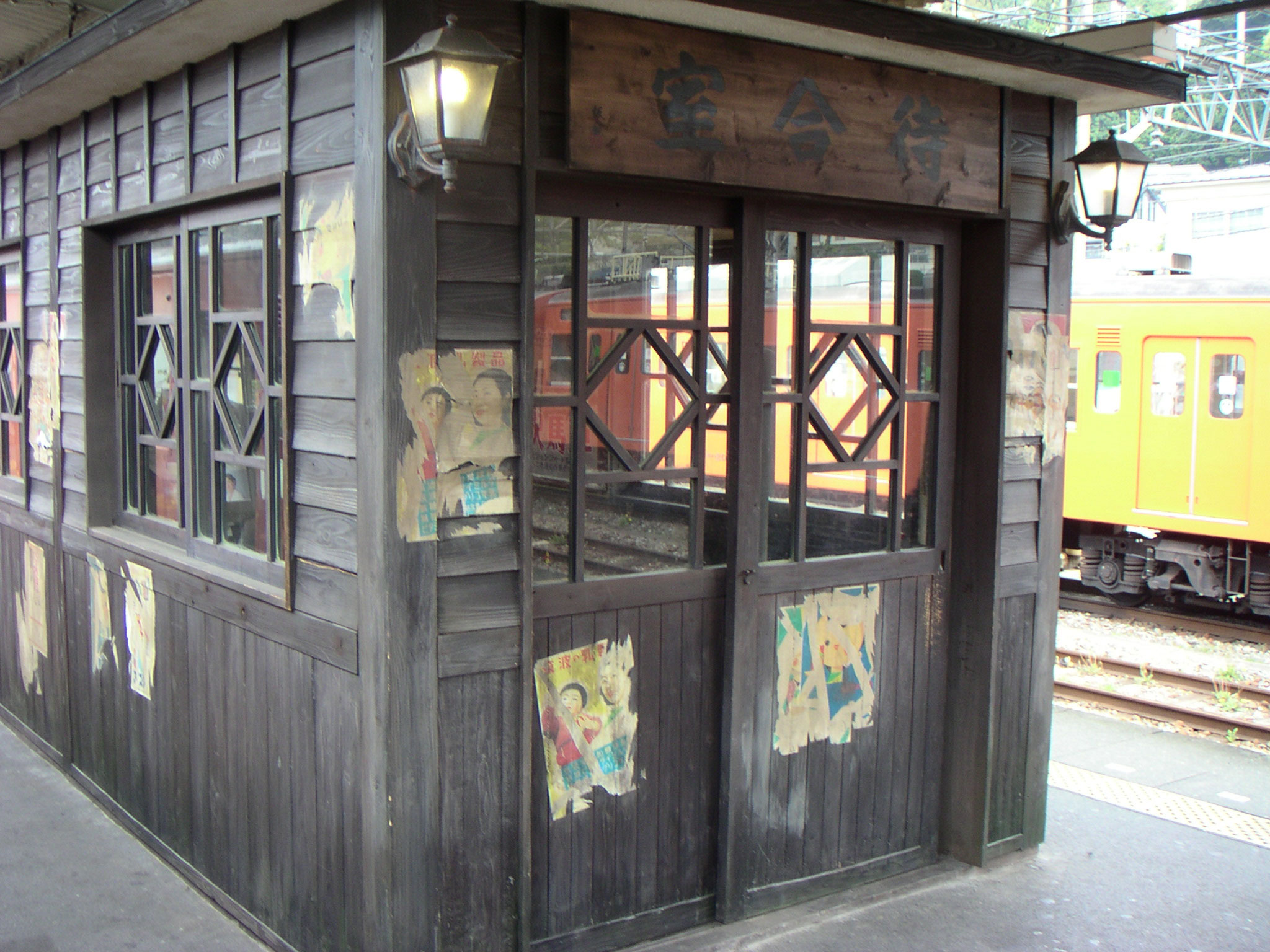
ホーム上の待合室（2006年4月）
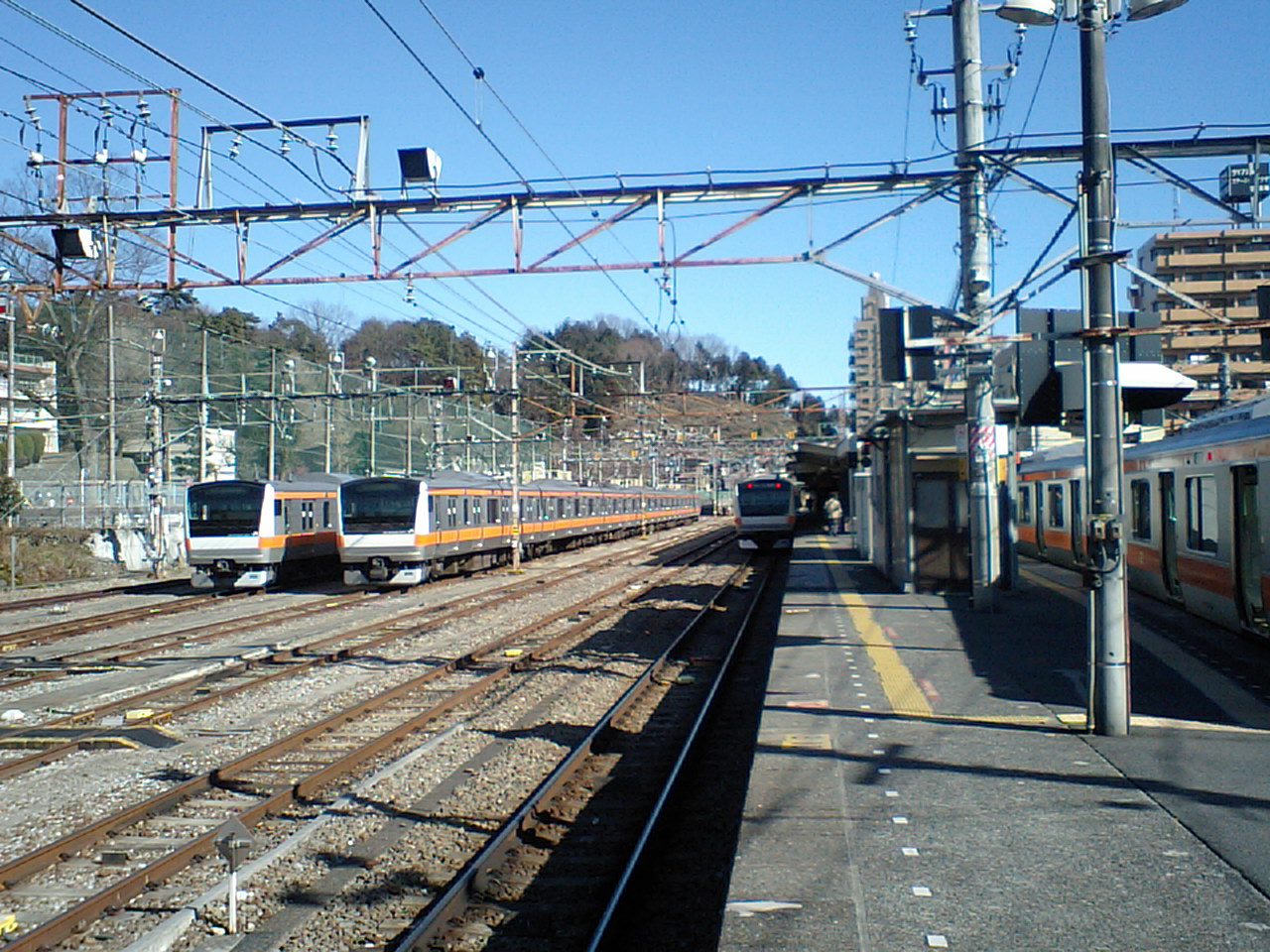
ホームから構内を見る。かつて車両基地があったため側線が比較的多い。（2009年2月）
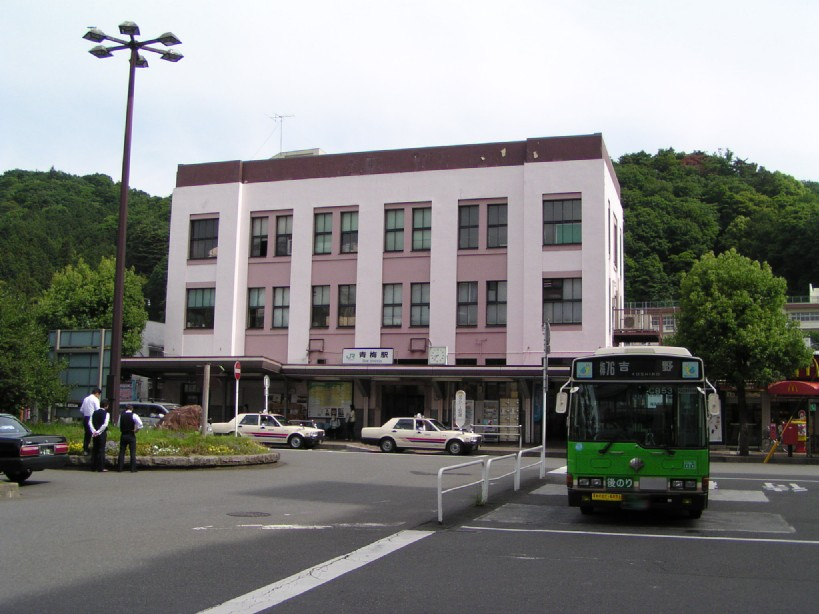
旧塗装の駅舎外観（2005年6月）
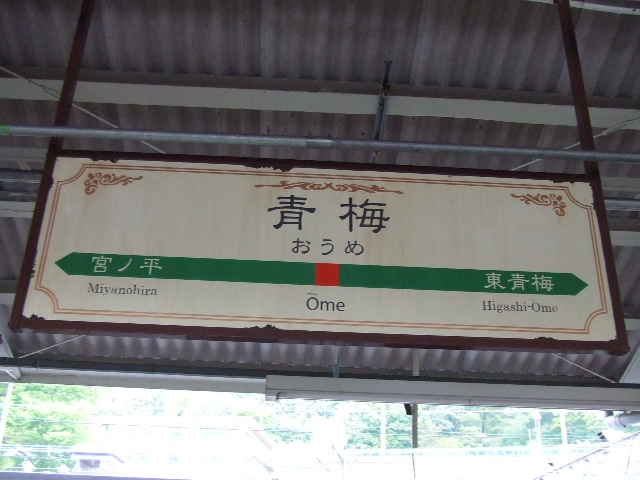
レトロステーションに合わせた独特の装飾が施されている駅名標（2008年4月）
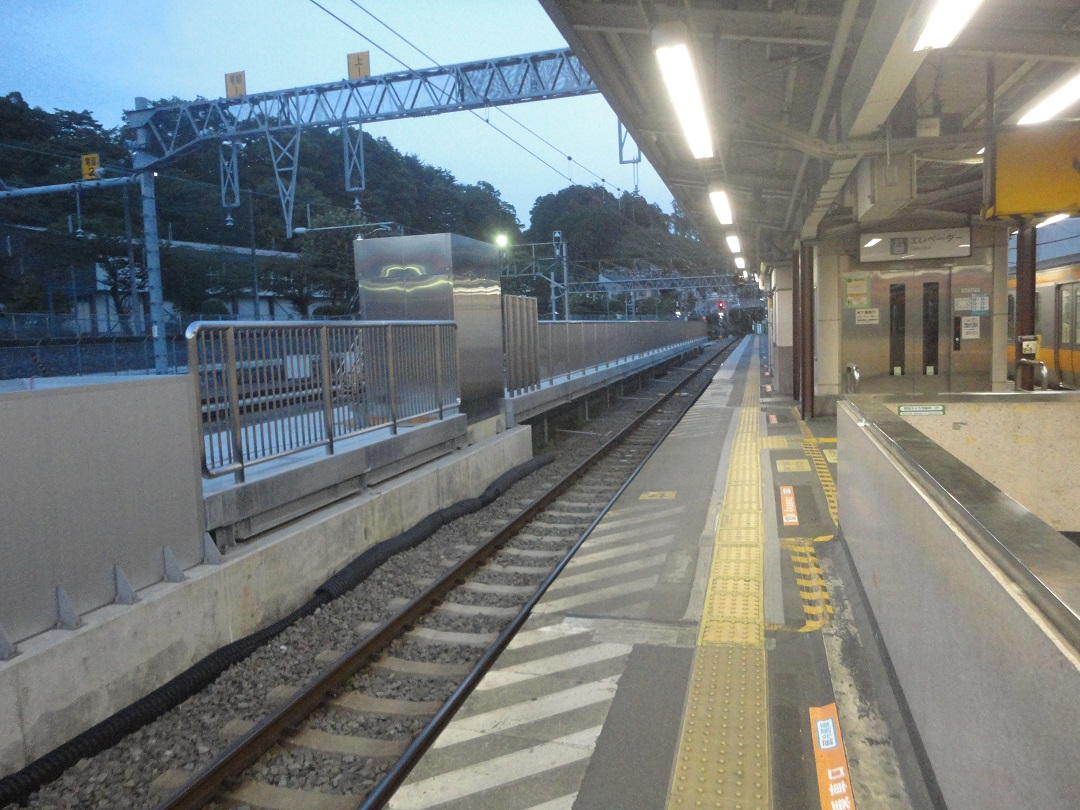
施工中の新設ホーム（左側、2017年7月）

## 利用状況
2023年度（令和5年度）の1日平均乗車人員は5,349人である。
1990年度（平成2年度）以降の1日平均乗車人員の推移は下記の通りである。
| 年度               | 1日平均 乗車人員 | 出典     |
| ------------------ | ---------------- | -------- |
| 1990年（平成02年） | 8,586            | [ * 1 ]  |
| 1991年（平成03年） | 8,795            | [ * 2 ]  |
| 1992年（平成04年） | 8,770            | [ * 3 ]  |
| 1993年（平成05年） | 8,715            | [ * 4 ]  |
| 1994年（平成06年） | 8,693            | [ * 5 ]  |
| 1995年（平成07年） | 8,503            | [ * 6 ]  |
| 1996年（平成08年） | 8,570            | [ * 7 ]  |
| 1997年（平成09年） | 8,311            | [ * 8 ]  |
| 1998年（平成10年） | 8,170            | [ * 9 ]  |
| 1999年（平成11年） | 8,027            | [ * 10 ] |
| 2000年（平成12年） | 7,852            | [ * 11 ] |
| 2001年（平成13年） | 7,824            | [ * 12 ] |
| 2002年（平成14年） | 7,651            | [ * 13 ] |
| 2003年（平成15年） | 7,723            | [ * 14 ] |
| 2004年（平成16年） | 7,721            | [ * 15 ] |
| 2005年（平成17年） | 7,732            | [ * 16 ] |
| 2006年（平成18年） | 7,641            | [ * 17 ] |
| 2007年（平成19年） | 7,603            | [ * 18 ] |
| 2008年（平成20年） | 7,491            | [ * 19 ] |
| 2009年（平成21年） | 7,336            | [ * 20 ] |
| 2010年（平成22年） | 7,144            | [ * 21 ] |
| 2011年（平成23年） | 6,951            | [ * 22 ] |
| 2012年（平成24年） | 6,993            | [ * 23 ] |
| 2013年（平成25年） | 7,096            | [ * 24 ] |
| 2014年（平成26年） | 6,869            | [ * 25 ] |
| 2015年（平成27年） | 6,859            | [ * 26 ] |
| 2016年（平成28年） | 6,735            | [ * 27 ] |
| 2017年（平成29年） | 6,616            | [ * 28 ] |
| 2018年（平成30年） | 6,497            | [ * 29 ] |
| 2019年（令和元年） | 6,349            | [ * 30 ] |
| 2020年（令和02年） | 4,882            |          |
| 2021年（令和03年） | 4,986            |          |
| 2022年（令和04年） | 5,191            |          |
| 2023年（令和05年） | 5,349            |          |

## 駅周辺
青梅駅前ロータリーでは市街地再開発事業により、2026年2月竣工に向けて住居・商業施設の建設工事が進められている。
- 多摩川
- 青梅鉄道公園（長期休園中）
- 永山公園
- 釜の淵公園
- 吉野街道
- 旧青梅街道
- 青梅街道
- 小曾木街道
- 秋川街道
- 青梅市文化交流センター（青梅市民会館跡地）
  - 青梅市民センター
- 青梅市青梅図書館（旧青梅市立中央図書館）
- 青梅商工会議所
- 青梅観光案内所
- 青梅市立美術館（小島善太郎美術館）
- 昭和レトロ商品博物館
- 東京都立多摩高等学校
- 青梅市立第一小学校
- マルフジ青梅店（旧・長崎屋青梅店地階、2015年1月閉店）
- 亀の井ホテル青梅（旧・かんぽの宿青梅[12]）
- 天ヶ瀬体育館
- 金剛寺 - 樹齢約150年のしだれ桜が有名。平将門ゆかりの青梅（市名の由来）もある。
- 梅岩寺 - 金剛寺と同様のしだれ桜がある。
- 住吉神社 - 毎年4月 - 5月に青梅大祭が催される。
- きらぼし銀行 青梅支店
- りそな銀行 青梅プラザ出張所
- 青梅信用金庫 中町支店
- 青梅上町郵便局

※ 青梅市役所は東隣の東青梅駅が最寄り駅である。

## バス路線
駅前ロータリーに西東京バスと都営バスの路線が乗り入れている。西東京バスの「青梅駅」停留所（1番のりば）は駅を出て左手、都営バスの「青梅駅前」停留所（3番のりば）は駅を出て右手に位置する。行先・系統ごとののりば分けはなく、全ての路線が事業者ごとに1つののりばを使用している。
このほか、2001年3月15日までは西武バス（青梅営業所→飯能営業所）の路線も乗り入れていた。
| のりば   | 運行事業者 | 系統・行先 | 備考                     |
| 青梅駅   | 青梅駅     | 青梅駅 | 青梅駅                   |
| -------- | ---------- | --- | ------------------------ |
| 1        | 西東京バス | - 青21：河辺駅南口 - 青26：つるつる温泉 - 御11：ケーブル下 | 「青26」は土休日のみ運行 |
| 青梅駅前 |            | |                          |
| 3        | 都営バス   | - 梅01：玉堂美術館（循環） - 梅70：花小金井駅北口・小平駅前・東大和市駅前 / 青梅車庫 - 梅74甲：成木市民センター前（循環）・岩井堂 / 青梅車庫・裏宿町 - 梅76甲：上成木 / 青梅車庫・裏宿町 - 梅76丙：吉野 - 梅77甲：河辺駅北口 / 青梅車庫・裏宿町 - 梅77乙：駒木町（循環） - 梅77丙：東青梅駅前 - 梅77丁：河辺駅南口 | 「梅01」は土休日のみ運行 |

## 青海駅との混同
江東区の東京臨海副都心にあるゆりかもめの青海駅（読みは「あおみ」）とは、同じ東京都内にあり字面が似ていることから両者を混同する場合がある。しかし同じ都内とはいえ、当駅と青海駅は直線距離にして50 km程度はあり、移動には2時間弱の所要時間を用する。
実際に青海駅が最寄りのZepp Tokyoやヴィーナスフォート（いずれも現在は閉業）での行事に出演予定だったアイドル歌手が、誤って当駅に来てしまった例が複数にわたり報じられた。
また、2014年9月23日に江東区の中央防波堤埋立地にある海の森公園で開催されたランニングイベントでは、主催者が参加者への案内に最寄駅を「青梅駅」と誤記してしまったため、当日に誤って多くの参加者が当駅に足を運ぶ事態となった。
JR東日本八王子支社によると、Zepp Tokyoで大きな行事がある日は誤って青梅駅に来てしまう人が2-3人はいるといい、2019年1月25日から駅構内に「ここは青梅駅」と大書し、誤って訪れた旅客に「青梅駅から青海駅（または東京テレポート駅）まで」と乗換検索して向かうよう掲示している。

## 隣の駅
東日本旅客鉄道（JR東日本）
 青梅線
■特別快速「ホリデー快速おくたま」（土休日のみ）
福生駅 (JC 57) - 青梅駅 (JC 62)（ - 御嶽駅 (JC 69) ：臨時のみ。当駅で乗り換え）
■通勤特快（平日上りのみ）・■青梅特快・■通勤快速・■快速（到着列車のみ）（いずれも青梅線内は各駅に停車）
東青梅駅 (JC 61) - 青梅駅 (JC 62)
■各駅停車（当駅で乗り換え）
東青梅駅 (JC 61) - 青梅駅 (JC 62) - 宮ノ平駅 (JC 63)

### 記事本文